# Hirekeriyaginahalli, Sandur
Hirekeriyaginahalli là một làng thuộc tehsil Sandur, huyện Bellary, bang Karnataka, Ấn Độ.